# El Bola
Cet article possède un paronyme, voir Bola.
Pour plus de détails, voir Fiche technique et Distribution.
El Bola est un film espagnol réalisé par Achero Mañas et sorti en 2000.

## Synopsis
Aux abords d’une grande ville en Espagne, une bande de jeunes enfants se livre à un jeu très dangereux le long d'une voie ferrée. Ils attendent le passage d’un train pour récupérer à la dernière seconde, une bouteille placée sur l’un des rails. Parmi eux, Pablo, 12 ans, surnommé « la boule » en raison de la petite boule de roulement dont il ne se sépare jamais et qui est son porte-bonheur.  Très renfermé, il a très peu de vrais copains de classe. D’ailleurs, il n’a guère le temps de jouer. Après l’école, il va aider son père à la quincaillerie. Un jour pourtant, Alfredo, un nouvel élève, arrive. Ils se lient d’amitié. Grâce à Alfredo, Pablo va découvrir un autre monde et trouver la force nécessaire pour évoquer son drame, celui d’un enfant maltraité, insulté et ridiculisé par son père Mariano. 

## Fiche technique
- Titre : El Bola
- Réalisation : Achero Mañas
- Scénario : Achero Mañas, avec l'aide de Verónica Fernández
- Musique : Eduardo Arbide
- Photographie : Juan Carlos Gómez
- Montage : Nacho Ruiz Capillas
- Production : José Antonio Félez (producteur délégué)
- Société de production : Canal+ España, Televisión Española, Tesela Producciones Cinematográficas et Vía Digital
- Pays :  Espagne
- Genre : Drame
- Durée : 88 minutes
- Dates de sortie : 
  -  Espagne : 20 octobre 2000
  -  France : 30 avril 2003

## Distribution
- Juan José Ballesta (Pablo, dit « El Bola »), un garçon renfermé de 12 ans
- Pablo Galán (Alfredo), un nouvel élève qui devient son ami
- Alberto Jimenez (José), le père d'Alfredo, un tatoueur cool
- Manuel Moron (Mariano), le père de Pablo, un quincailler borné qui le bat
- Ana Wagener (Laura), une assistante sociale amie des parents d'Alfredo
- Nieve de Medina (Marisa), la mère d'Alfredo
- luis grasse[Qui ?] (el khené)[réf. nécessaire]

## Récompenses et distinction
- Prix Goya du meilleur film en 2001.
- Prix Goya du meilleur scénario original en 2001.
- Prix Goya du meilleur premier film en 2001.
- Prix Goya du meilleur espoir masculin en 2001 (pour Juan José Ballesta)
- European Film Award 2001 : Prix découverte européenne
- Festival international du film de San Sebastian 2000 : Prix OCIC

## À noter
- Ce film rencontre auprès des enseignants, notamment espagnols, un franc succès étant donné les thèmes abordés (l'adolescence, la réflexion sur la mort, la violence, la famille, l'amitié...) qui sont susceptibles d'intéresser le public adolescent.